# 飯島耕一
飯島 耕一（いいじま こういち、1930年2月25日 - 2013年10月14日）は、日本の詩人、小説家、翻訳家。日本芸術院会員、元明治大学法学部教授。長男は建築評論家の飯島洋一。

## 略歴
岡山市生まれ。旧制第六高等学校時代、シュペルヴィエルに傾倒。1946年、初めて買った詩集は村上菊一郎訳の『惡の華』だった。翌1947年12月に初めて日本の詩人の書いた詩集、朔太郎の『青猫』を買った。1948年10月、創元選書の大岡昇平編『中原中也詩集』を買ったが、ここにはソネットや、四行四連の「定型詩」が多かった。
1949年に東京大学文学部仏文学科入学、1952年同大学を卒業。在学中、栗田勇らと『カイエ』を創刊する一方、1950 - 51年と鈴木信太郎の講義に出て、ヴィヨンの『大遺言詩』、マラルメのソネット、ヴァレリーの『若きパルク』の演習を受ける。1953年、第一詩集『他人の空』を刊行する。1955年、大岡信らとシュルレアリスム研究会を作り、極端な反・定型詩であるトリスタン・ツァラやフーゴ・バルのダダの詩を知った。詩誌『鰐』、『櫂』などに参加。
1956年國學院大學講師、1969年同大学教授、1973年から2000年明治大学法学部のフランス語教授を務めた。この間、翻訳、評論、小説も手がけ、1980年頃からシュールレアリスムを離れ、近世の俳諧、江戸文芸などに関心を持ち始めた。
1974年、『ゴヤのファースト・ネームは』で高見順賞、1978年、『飯島耕一詩集』で藤村記念歴程賞、1983年、『夜を夢想する小太陽の独言』で現代詩人賞、1996年、小説『暗殺百美人』でBunkamuraドゥマゴ文学賞（選考委員・中村真一郎）、2005年、『アメリカ』で読売文学賞、詩歌文学館賞を受賞。2008年芸術院会員。
2013年10月14日、吸収不良症候群のため死去。83歳没。

## 人物
- 安東次男の詩集『からんどりえ』（1960年）をめぐって、篠田一士と小論争をした。振り返って、金子兜太との往復書簡で「篠田氏が季感などを重視したのに対して、当時のわたしは言わば反俳句、反日本の風土性、反季感派でした。それが萩原朔太郎論を書きはじめた、いまから十五、六年ほど前から、短歌、俳句にも少しずつ近づいたのでした」と書いている。[3]
- 田村隆一とふたりで北軽井沢の牧場に行ったことがある。赤牛に追いかけられて、われさきにと一目散に逃げ出した。タムラさんの足があんなに早いとは知らなかったナ、と後日うらめしげに述懐している[4]。

## 著書
- 『他人の空』（書肆ユリイカ） 1953
- 『わが母音』（ユリイカ） 1955
- 『悪魔祓いの芸術論 日本の詩・フランスの詩』（弘文堂） 1959
- 『飯島耕一詩集』（ユリイカ、今日の詩人双書） 1960
- 『シュルレアリスム詩論』（思潮社） 1961
- 『日本のシュールレアリスム』（思潮社） 1963
- 『アポリネール』（美術出版社） 1966
- 『詩集 夜あけ一時間前の五つの詩・他』（昭森社） 1967
- 『日は過ぎ去って』（思潮社） 1967
- 『飯島耕一詩集』（思潮社、現代詩文庫） 1968
- 『詩について』（思潮社） 1968
- 『シュルレアリスムの彼方へ 昭和五年生れの一詩人の胸のうち』（イザラ書房） 1970
- 『私有制にかんするエスキス 付・ランボー論』（思潮社） 1970
- 『干拓地の思念』（青地社） 1971
- 『空想と探索』（青地社） 1972
- 『ゴヤのファースト・ネームは』（青土社） 1974
- 『萩原朔太郎』（角川書店） 1975
- 『ランボー以後』（小沢書店） 1975
- 『日本雑居録』（北洋社） 1976
- 『バルセロナ 飯島耕一詩集』（思潮社） 1976
- 『ウイリアム・ブレイクを憶い出す詩』（書肆山田） 1976
- 『新選 飯島耕一詩集』（思潮社、現代詩文庫） 1977
- 『海への時間 小説集』（読売新聞社） 1977
- 『塔と蒼空』（昭森社） 1977
- 『Next 詩集』（河出書房） 1977
- 『飯島耕一詩集』1 - 2 （小沢書店） 1978
- 『島の幻をめぐって』（思潮社） 1978
- 『北原白秋ノート』（小沢書店） 1978
- 『別れた友』（中央公論社） 1978
- 『田園に異神あり 西脇順三郎の詩』（集英社） 1979
- 『宮古 飯島耕一詩集』（青土社） 1979
- 『詩人の笑い』（角川書店） 1980
- 『上野をさまよって奥羽を透視する 飯島耕一詩集』（集英社） 1980
- 『シュルレアリスムよ、さらば』（小沢書店） 1980
- 『飯島耕一詩集 続』（思潮社、現代詩文庫） 1981
- 『港町 魂の皮膚の破れるところ』（白水社） 1981
- 『夜を夢想する小太陽の独言』（思潮社） 1982
- 『「青猫」「荒地」超現実 詩人たちの円環』（青土社） 1982
- 『永井荷風論』（中央公論社） 1982
- 『冬の幻』（文藝春秋） 1982
- 『女と男のいる映画』（福武書店） 1982
- 『現代の詩人10 飯島耕一』（中央公論社） 1983
- 『ラテン・アメリカの小太陽 飯島耕一詩集』（青土社） 1984
- 『夢の過客』（福武書店） 1985
- 『鳩の薄闇 日本の詩』（オクタビオ・パス、写真、みすず書房） 1986
- 『四旬節なきカルナヴァル』（書肆山田） 1987
- 『俳句の国徘徊記』（書肆山田） 1988
- 『虹の喜劇』（思潮社） 1988
- 『虹橋』（福武書店） 1989
- 『定型論争』（風媒社） 1991
- 『シュルレアリスムという伝説』（みすず書房） 1992
- 『現代詩が若かったころ シュルレアリスムの詩人たち』（みすず書房） 1994
- 『さえずりきこう 飯島耕一定型詩集』（角川書店） 1994
- 『バルザックを読む漱石』（青土社） 1996
- 『暗殺百美人』（学習研究社） 1996
- 『日本のベル・エポック』（立風書房） 1997
- 『猫と桃 飯島耕一詩集』（不識書院） 1997
- 『『虚栗』の時代 芭蕉と其角と西鶴と』（みすず書房） 1998
- 『六波羅カプリチョス』（書肆山田） 1999
- 「飯島耕一・詩と散文」全5巻（みすず書房） 2000 - 2001
  1. 『詩・評伝アポリネール・ダダ・シュルレアリスム・映画』
  2. 『ウイリアム・ブレイクを憶い出す詩・田園に異神あり・瀧口修造へのオマージュ』
  3. 『ゴヤのファースト・ネームは（詩）・バルザックを読む』
  4. 『宮古・さえずりきこう（詩）・三つの短篇・永井荷風論・「詩人の小説」その他のエッセイ』
  5. 『カンシャク玉と雷鳴（詩）・冬の幻・暗殺百美人』
- 『浦伝い詩型を旅する』（思潮社） 2001
- 『江戸俳諧にしひがし』（加藤郁乎共著、みすず書房） 2002
- 『白秋と茂吉』（みすず書房） 2003
- 『アメリカ』（思潮社） 2004
- 『詩の両岸をそぞろ歩きする 江戸と、フランスから』（清流出版） 2004
- 『漱石の〈明〉、漱石の〈暗〉』（みすず書房） 2005
- 『白紵歌』（ミッドナイト・プレス） 2005
- 『ヨコハマヨコスカ幕末パリ』（春風社） 2005

### 共著
- 『20世紀絵画の夢と反逆』（岡田隆彦, 飯島耕一, 大岡信、用美社、大原美術館美術講座5） 1990.6

## 翻訳
- 『地獄』（アンリ・バルビュス、東西五月社） 1961
- 『アポリネール詩集』（アポリネール、弥生書房、世界の詩） 1967
- 『思考の腐蝕について』（アントナン・アルトー, ジャック・リヴィエール、思潮社） 1967
- 『映画とシュルレアリスム』（アド・キルー、美術出版社） 1968
- 『語るピカソ』（ブラッサイ、大岡信共訳、みすず書房） 1968
- 『シュルレアリスム詩集』（筑摩書房） 1969
- 『アジアにおける一野蛮人』（アンリ・ミショー、筑摩書房） 1970
- 『ジョアン・ミロ』（瀧口修造共訳、平凡社） 1970
- 『ジョアン・ミロとカタルーニャ』（瀧口修造共訳、平凡社） 1970
- 『未知のパリ、深夜のパリ』（ブラッサイ、みすず書房） 1977
- 『作家の誕生ヘンリー・ミラー』（ブラッサイ、みすず書房） 1979
- 『一万一千の鞭』（ギョーム・アポリネール、青土社、アポリネール全集） 1979、のち改訂版（河出文庫） 1997
- 『牧場物語 コント・ルージュ』（マルセル・エーメ、日本ブリタニカ） 1980
- 『写真家』（マン・レイ、みすず書房） 1983
- 『カルティエ＝ブレッソンのパリ』（みすず書房） 1994
- 『娼婦の栄光と悲惨 悪党ヴォートラン最後の変身』（バルザック、 藤原書店、バルザック「人間喜劇」セレクション)  2000

## 参考
- 「わが「定型詩」の弁」（飯島耕一、現代詩手帖」1990年4月号）